# Flamenco Sketches
Flamenco Sketches è una composizione jazz scritta dal trombettista statunitense Miles Davis e dal pianista Bill Evans. È la quinta ed ultima traccia dell'album Kind of Blue. 
La canzone è caratterizzata da 5 scale modali per l'improvvisazione e da una serie di accordi che fanno da tappeto sonoro. I modi utilizzati da Miles Davis in questa composizione sono i seguenti:
- Scala Ionica di DO (accordo DOmaj7)
- Scala Misolidia di LA♭(accordo LA♭7sus4)
- Scala Ionica di SI♭ (accordo di SI♭maj7)
- Scala di Modo Frigio con la Terza Maggiore di RE (accordo di RE7 con 6♭e9♭)
- Scala Dorica di SOL (accordo SOL-7)